# Scapania irrigua
Scapania irrigua là một loài rêu tản trong họ Scapaniaceae. Loài này được (Nees) Nees miêu tả khoa học lần đầu tiên năm 1844.